# Goran Jeretin
Goran Jeretin (en serbe : Горан Јеретин), né le 17 septembre 1979, à Nikšić, en République socialiste du Monténégro, est un joueur monténégrin de basket-ball. Il évolue au poste de meneur.

## Palmarès
- Vainqueur de la coupe de Serbie-et-Monténégro 2004, 2006
- Vainqueur de la coupe du Monténégro 2010
- Vainqueur de la coupe de Slovénie 2012